# فريدريك بلوخمان
فريدريك بلوخمان (بالألمانية: Friedrich Blochmann)‏ هو عالم حيوانات ألماني، ولد في 21 يناير 1858 في كارلسروه في ألمانيا، وتوفي في 22 سبتمبر 1931 في توبينغن في ألمانيا.